# Jausiers
Jausiers (occitană Jausièr) este o comună din Franța, în departamentul Alpes-de-Haute-Provence, regiunea Provence-Alpi-Coasta de Azur. 
1. ↑  répertoire géographique des communes, accesat în 26 octombrie 2015
2. ↑  dataset of postal codes in France, 1 octombrie 2018